# Kammern im Liesingtal
Kammern im Liesingtal est une commune autrichienne du district de Leoben en Styrie.